# Nikolauskapelle (Geretsried)

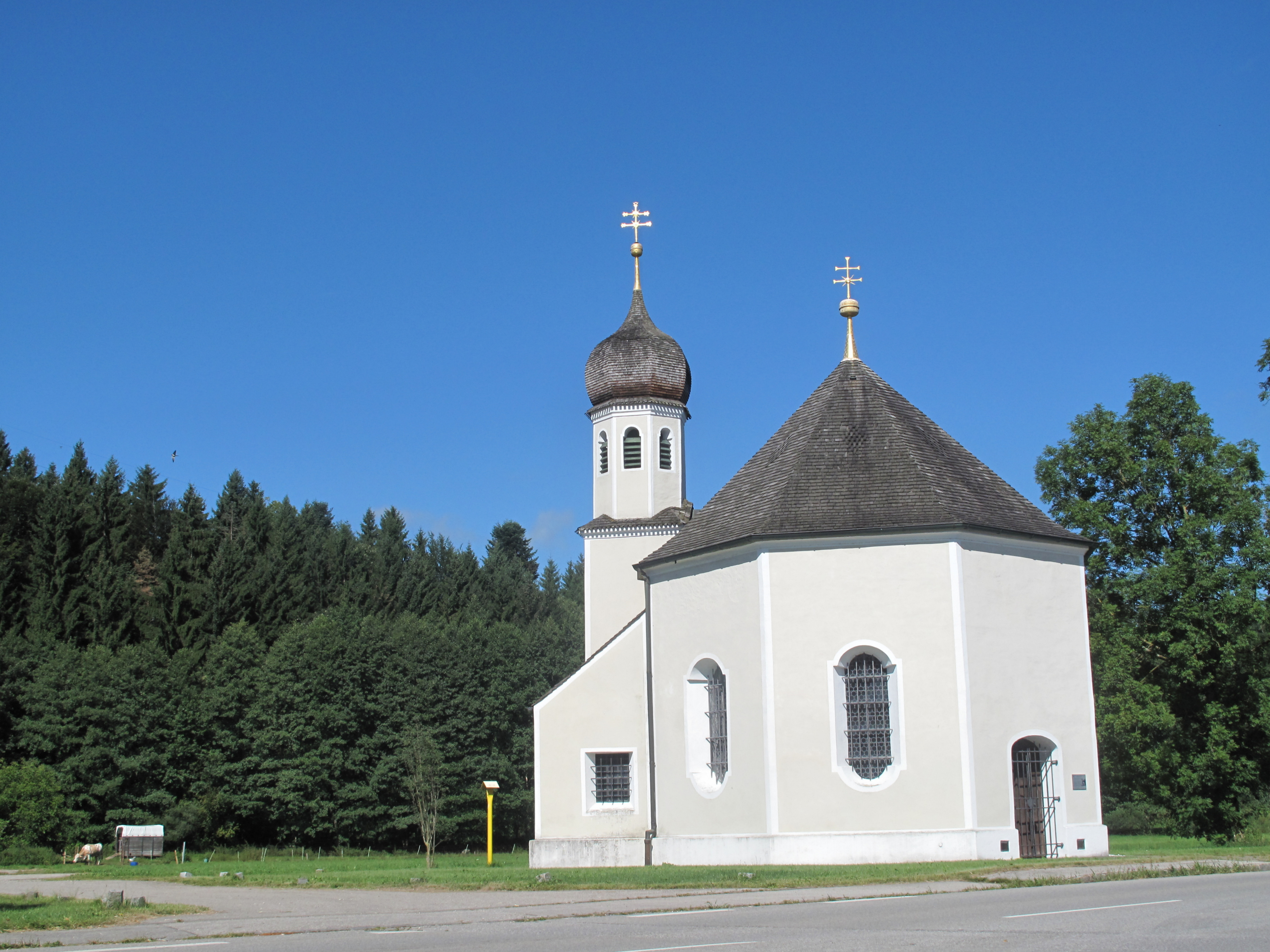
Nikolauskapelle in Geretsried

Die Nikolauskapelle befindet sich an der Bundesstraße 11 zwischen Wolfratshausen und Königsdorf im Bereich des alten Geretsried. Sie wurde am 18. September 1722 durch den Freisinger Bischof Eckher von Kapfing geweiht. Die Kapelle gehört zur Katholischen  Stadtkirche Geretsried (Pfarrverband Hl. Familie und Maria Hilf) im Dekanat Wolfratshausen der Erzdiözese München-Freising. 

## Geschichte
Bei der Nikolauskapelle in Geretsried handelte es sich kirchenrechtlich um eine Filialkirche, die bis 1951 zur Pfarrei Königsdorf gehörte. Das erste Mal wurde das Geretsrieder „St.-Niclas-Gottshaus“ 1315 in der Matricula Conradia, einer umfassenden Beschreibung der Diözese Freising, erwähnt. 
Der Neubau der Kapelle in der heutigen Form war notwendig, nachdem die Vorgängerkirche Anfang des 18. Jahrhunderts verfallen war. Nach der Gründung der politischen Gemeinde Geretsried und der katholischen Pfarrkuratie Maria Hilf im Jahre 1950 wurde im darauf folgenden Jahr die Zuständigkeit für die St.-Nikolaus-Kapelle von der Pfarrei Königsdorf auf die Pfarrei Maria Hilf übertragen.

## Bauwerk
Die Kapelle ist ein achteckiger Zentralbau unter einem einfachen Klostergewölbe, mit einem quadratischen Turm im Südwesten, dessen kurzer Achteckaufsatz mit einer Zwiebelhaube bedeckt ist. Das Dach des Kirchenraumes und die Zwiebel des Turmes sind jeweils mit einer vergoldeten Kugel und einem Doppelkreuz verziert.
Im Typus ähnelt die St.-Nikolaus-Kapelle in Geretsried der Wallfahrtskirche Maria im Elend bei Dietramszell.

## Ausstattung

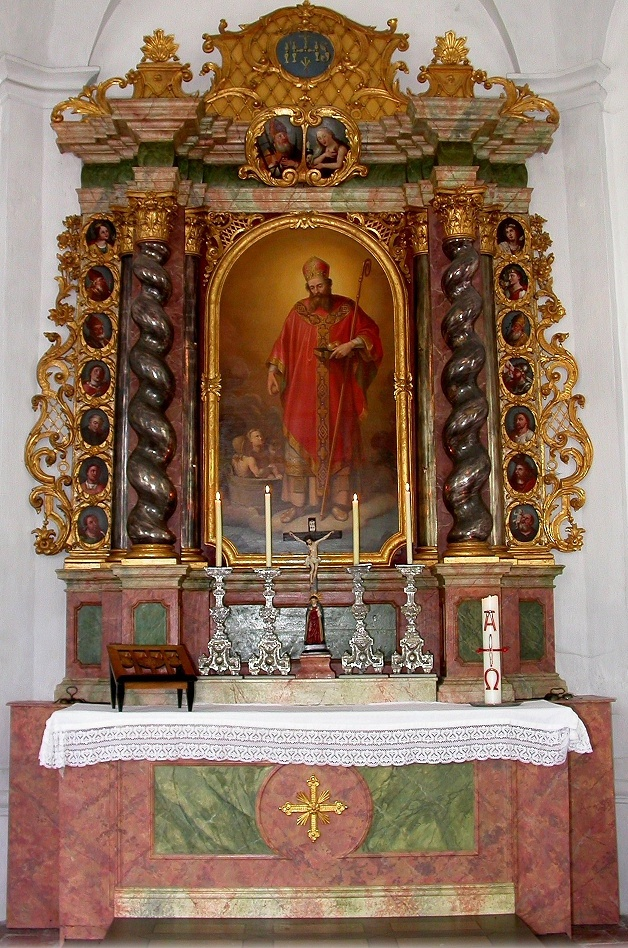
Nikolauskapelle Geretsried, Altar

Der Altar befindet sich an der Westseite des oktogonalen Kirchenraumes.
Über der neubarocken Mensa aus marmoriertem Holz erhebt sich in einem vergoldeten Rahmen das Altarbild mit dem Heiligen Nikolaus, gemalt 1858 von dem Kunstmaler Anton Eder. Das Altarbild wird rechts und links eingerahmt von Medaillons der Vierzehn Nothelfer. Im Altarauszug, der von zwei versilberten, gewundenen Säulen getragen wird, befindet sich ein Doppelmedaillon mit den Bildnissen des Heiligen Emmeram und der Heiligen Maria Magdalena und darüber in vergoldeten Ornamenten das Christus-Monogramm IHS.
Die übrige Ausstattung des Altares ist schlicht: Schmerzhafte Mutter Gottes, Silberleuchter und Messpult mit Intarsien, ebenso der Kirchenraum: Wandkreuz, 14 Kreuzwegstationen und 12 Apostelkreuze.

## Glocken
Im Turm der St.-Nikolaus-Kapelle befanden sich bis zum Ersten Weltkrieg zwei Glocken, die damals abgenommen und für Kriegszwecke eingeschmolzen wurden.
Nach dem Ersten Weltkrieg wurde die Feierabendglocke eines benachbarten Bauernhofs gespendet, die etwa 15 Kilogramm wiegt. Durch zahlreiche Spenden von Freunden der Kapelle konnte eine zweite größere Glocke beschafft werden, die 1974 in der Glockengießerei Perner in Passau gegossen wurde. Sie wiegt etwa 25 Kilogramm und trägt an der Krone die Umschrift: „DEO GLORIA, URBI LAETITIA; ORBI PAX“ (Gott zur Ehre, der Stadt zur Freude, der Welt zum Frieden).

## Erhaltung und Nutzung der Kapelle
Nach der Gründung der Pfarreien Maria Hilf und Heilige Familie in der inzwischen selbständigen Flüchtlingsgemeinde Geretsried hatte die St.-Nikolaus-Kapelle keine seelsorgerische Bedeutung mehr.
Im Jahre 1967 gründeten Geretsrieder Bürger den eingetragenen, gemeinnützigen Verein Interessengemeinschaft für die Erhaltung der St.-Nikolaus-Kapelle in Geretsried. Als Vereinszweck wurde festgelegt, Mittel zu beschaffen, um die Kapelle zu restaurieren und zu erhalten. Dadurch sollte die Verbundenheit der modernen und inzwischen wirtschaftlich florierenden Industriegemeinde Geretsried mit dem geschichtlichen Ursprung und besonders mit dem ehrwürdigsten Bauwerk, dem Wahrzeichen von Geretsried zum Ausdruck gebracht werden.
In zwei Renovierungsaktionen, 1972 und 1990, wurde die Kapelle nach Vorgaben des Landesamtes für Denkmalschutz in München in der ursprünglichen Form wiederhergestellt. In den Jahren 2023/24 ist eine weitere Renovierung mit einem geschätzten Kostenaufwand von 500.000 Euro vorgesehen, die nach der Begasung zur Beseitigung des Holzwurms in vielen Teilen der Kapelle im Juni/Juli 2023 beginnen kann. Die Arbeiten umfassen eine Sanierung des Schindeldaches, Fassadenrenovierung, Ausbesserung des historischen Ziegelbodens und Anstricharbeiten im Inneren.
Inzwischen wird die Kapelle häufig für die Feier von Hochzeiten, Taufen und sonstigen Festen genutzt. Am Patroziniumstag des Heiligen Nikolaus, dem 6. Dezember, wird im Anschluss an die Mitgliederversammlung der Interessengemeinschaft eine Heilige Messe gefeiert.